# Copidosoma
Copidosoma är ett släkte av steklar som beskrevs av Julius Theodor Christian Ratzeburg 1844. Copidosoma ingår i familjen sköldlussteklar.

## Dottertaxa tillCopidosoma, i alfabetisk ordning[1][2]
- Copidosoma abulense
- Copidosoma aeneum
- Copidosoma aeripes
- Copidosoma agrotis
- Copidosoma aithyia
- Copidosoma albipes
- Copidosoma alhagiae
- Copidosoma amurense
- Copidosoma anceus
- Copidosoma ancharus
- Copidosoma aretas
- Copidosoma arvense
- Copidosoma athepi
- Copidosoma augasmatis
- Copidosoma auriceps
- Copidosoma australia
- Copidosoma australis
- Copidosoma autumnale
- Copidosoma aythyia
- Copidosoma babas
- Copidosoma bakeri
- Copidosoma balchanense
- Copidosoma bolivari
- Copidosoma boreale
- Copidosoma bouceki
- Copidosoma boucheanum
- Copidosoma breviclava
- Copidosoma brevitruncatellum
- Copidosoma breviusculum
- Copidosoma bucculatricis
- Copidosoma bucharicum
- Copidosoma calligoni
- Copidosoma caspicum
- Copidosoma celaenae
- Copidosoma cervius
- Copidosoma chalconotum
- Copidosoma charon
- Copidosoma clavatum
- Copidosoma coimbatorense
- Copidosoma compressiventris
- Copidosoma convexum
- Copidosoma cyaneum
- Copidosoma dailinicum
- Copidosoma dasi
- Copidosoma deceptor
- Copidosoma dendrophilum
- Copidosoma desantisi
- Copidosoma dioryctria
- Copidosoma dius
- Copidosoma dushakense
- Copidosoma exiguum
- Copidosoma exortivum
- Copidosoma extraneum
- Copidosoma exvallis
- Copidosoma fadus
- Copidosoma falkovitshi
- Copidosoma farabense
- Copidosoma fasciatum
- Copidosoma filicorne
- Copidosoma firli
- Copidosoma flagellare
- Copidosoma floridanum
- Copidosoma fulgens
- Copidosoma fuscisquama
- Copidosoma gelechiae
- Copidosoma genale
- Copidosoma gibbosum
- Copidosoma gloriosum
- Copidosoma gracile
- Copidosoma graminis
- Copidosoma hanzhongenum
- Copidosoma hartmanni
- Copidosoma heliothis
- Copidosoma herbaceum
- Copidosoma herbicola
- Copidosoma hispanicum
- Copidosoma horaxis
- Copidosoma hyalinistigma
- Copidosoma ilaman
- Copidosoma indicum
- Copidosoma intermedium
- Copidosoma iracundum
- Copidosoma iridescens
- Copidosoma javensis
- Copidosoma jucundum
- Copidosoma juliae
- Copidosoma katuniense
- Copidosoma kirghizicum
- Copidosoma koehleri
- Copidosoma komabae
- Copidosoma kuhitangense
- Copidosoma kushkense
- Copidosoma longiartus
- Copidosoma longiclavatum
- Copidosoma longiventre
- Copidosoma lotae
- Copidosoma lucetius
- Copidosoma lucidum
- Copidosoma lymani
- Copidosoma malacosoma
- Copidosoma manaliense
- Copidosoma manilae
- Copidosoma melanocerum
- Copidosoma minutum
- Copidosoma mohelnense
- Copidosoma monochroum
- Copidosoma myartsevae
- Copidosoma naurzumense
- Copidosoma nekrasovi
- Copidosoma nijasovi
- Copidosoma nocturnum
- Copidosoma notatum
- Copidosoma noyesi
- Copidosoma nubilosum
- Copidosoma oreinos
- Copidosoma ortyx
- Copidosoma parkeri
- Copidosoma perseverans
- Copidosoma peticus
- Copidosoma phthorimaeae
- Copidosoma pistacinellae
- Copidosoma primulum
- Copidosoma pyralidis
- Copidosoma radnense
- Copidosoma rarum
- Copidosoma ratzeburgi
- Copidosoma recurvariae
- Copidosoma remotum
- Copidosoma salacon
- Copidosoma saxaulicum
- Copidosoma scutellare
- Copidosoma serricorne
- Copidosoma shakespearei
- Copidosoma shawi
- Copidosoma silvestrii
- Copidosoma sinevi
- Copidosoma slavai
- Copidosoma songinum
- Copidosoma sosares
- Copidosoma spinosum
- Copidosoma stylatum
- Copidosoma subalbicorne
- Copidosoma terebrator
- Copidosoma thebe
- Copidosoma thompsoni
- Copidosoma tibiale
- Copidosoma transversum
- Copidosoma truncatellum
- Copidosoma tugaicum
- Copidosoma turanicum
- Copidosoma ultimum
- Copidosoma varicorne
- Copidosoma variventris
- Copidosoma venustum
- Copidosoma vicinum
- Copidosoma vinnulum
- Copidosoma virescens
- Copidosoma viridiaeneum
- Copidosoma zdeneki
- Copidosoma zolta